# Fernando Cabrera Gacitúa
Fernando Cabrera Gacitúa; (Santiago, 30 de mayo de 1841 - 3 de noviembre de 1921). Profesor y político liberal chileno. Hijo de Toribio Cabrera Solis de Ovando y Mariana Gacitúa Novoa. Contrajo matrimonio con Beatriz Montalva Martínez.

## Actividades Profesionales
Realizó sus estudios en el Instituto Nacional. Ingresó luego a la Universidad de Chile, donde estudió Medicina, pero debió abandonar sus estudios por problemas de salud. Profundizó luego en la Química y la Electricidad, pero terminó como profesor de castellano en el Colegio Anselmo Harbin.
Se desempeñó algunos años como gerente del Telégrafo Trasandino y en los Telégrafos del Estado. Durante este período, extendió la línea telegráfica hacia Chiloé, por medio de un cable submarino, el que fue destruido más tarde por las corrientes marinas del Canal de Chacao. Durante la Guerra del Pacífico se esmeró en mantener activas las líneas telegráficas en la zona del desierto de Atacama.
El gobierno de Domingo Santa María lo comisionó en 1882 para colaborar con la comisión francesa encargada de determinar las diferencias de longitud entre los diferentes puntos geográficos de Sudamérica. 
Nombrado oficial de Instrucción Pública y Bellas Artes del gobierno de Francia (1883-1884).
Llegó a ser director general del servicio de Telégrafos del Estado, durante el gobierno de José Manuel Balmaceda.

## Actividades Políticas
Se incorporó al Partido Liberal Democrático y fue elegido Diputado suplente (1888), pero no llegó a incorporarse en propiedad.
Electo Diputado en propiedad, representando a Ovalle, Illapel y Combarbalá (1891-1894). Durante este período, formó parte de la comisión permanente de Gobierno y la de Relaciones Exteriores.

## Otras Actividades
Entre sus muchas actividades, también figuran inspector general del Telégrafo Comercial. Hizo la cátedra de telegrafía eléctrica de la Universidad de Chile (1896). Tasador municipal de Santiago (1897), organizador de la oficina salitrera Constancia de Taltal (1898), en esta oficina implementó el procedimiento denominado Patente Poirier para la explotación minera.
Miembro de "The Society of Telegraph Engineers" de Londres, representando a Chile.